# 움살랄

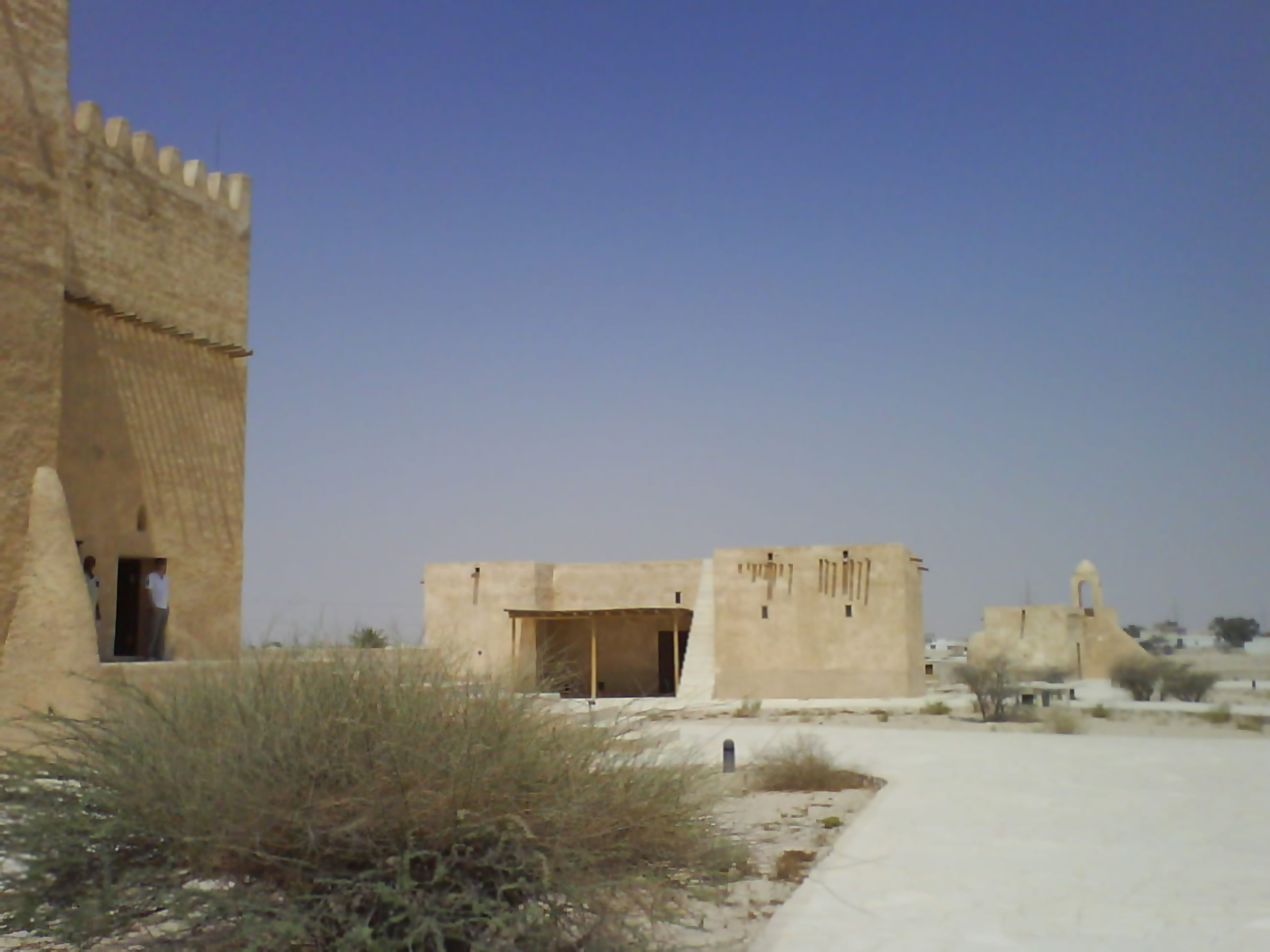
움살랄 모하메드 성

움살랄의 위치

움살랄(영어: Umm Salal, 아랍어: أم صلال)은 카타르의 지방 자치체로 면적은 470km2, 인구는 60,509명(2010년 기준)이다. 남동쪽으로는 도하, 남서쪽으로는 알라이얀, 북서쪽으로는 알주말리야, 북쪽으로는 알코르와 접한다.

## 인구
| 연도                 | 인구   | ±%     |
| -------------------- | ------ | ------ |
| 1986                 | 11,161 | —      |
| 1997                 | 18,392 | +64.8% |
| 2004                 | 31,547 | +71.5% |
| 2010                 | 60,509 | +91.8% |
| 2015                 | 90,835 | +50.1% |
| c-census; e-estimate |        |        |

## 스포츠
- 움살랄 SC